# Селци
 Тази статия е за селото в България.  За селото в Северна Македония вижте Селци (община Струга).  
Селци е село в Южна България. То се намира в община Садово, област Пловдив.

## География
Селци се намира в Южна България, Горнотракийската низина. То се разполага в Южения централен район на 12 км от град Садово и на 18 км от град Асеновград. Селото е част от община Садово, област Пловдив.

## История
За първи път село Селци се споменава в турския регистър на акънджиите от 1472 г. като „село Ахали Геберан“ от нахията Филибе (Пловдив).
През ХV-ХVІ в. Селци се назовава с две имена, освен наименованието Яхялии (до 1934 г. или Яхиелу, Яхиялу). Тези две имена са: Якюбджу (или Якубчу в различни документи) и Еберджи (както и Ейерджи, също в различни документи). В подробния тимарски регистър на Пловдив от 1596 г. селото е отбелязано като „Село Якюбджу, с друго име Ейерджи и с друго име Яхиялу от нахията Конуш, спадаща към Филибе...“
В кратък (иджмал) регистър за джизие от 1635 г., селото е упоменато под името „Яхиелу при Папас“, т.е. „Селци до Поповица“ (Папас е днешното село Поповица), като е посочено, че към годината на съставянето на регистъра селището е наброявало 30 къщи, от 27 до 1634 г., и три нови заселили се в селото при преброяването за новата 1635 г. . Името на селото отново под същата форма „Яхиелу при Папас“, се споменава и в друг турски регистър за джизие, но датиращ от 1651 г., като според него селото по времето на появата му е наброявало вече 34 къщи.
В научната литература сведенията за селото са много малко. Най-старата му история е почти непозната. От землището му произхожда единична находка на златна френска републиканска монета – 20 франка, сечена в 1873 г.

## Културни и природни забележителности
Духовните центрове в селото са църквата и читалището. Храм „Свети Димитър“ е построен през XIX век и обновен през 1934 г. Читалище „Христо Смирненски - 1934 г.“ е създадено през 1934 г. Към него съществуват: женски народен хор „Тракийски напеви“, ФГ „Нашенки“, обредна група „Традиция“ и още няколко временни работни групи.

## Редовни събития
Ежегодно на 20 юли се провежда традиционният народен събор на селото в чест на „Свети пророк Илия“. Съборът започва с курбан до параклиса с името на светеца и продължава на мегдана в селото с концерт и всеобщо хоро.
Всяка година се провежда и коледен концерт на мегдана в селото. В него участват хора от различни възрастови групи. Възпроизвежда се обичаят Бъдни вечер, има Коледарска група, пеят се песни и се раздават подаръци на по-малките деца от Дядо Коледа.